# Val Pontebbana
La Val Pontebbana (in lingua friulana Cjanâl di Pontêbe, nel friulano locale Cjanâl di Pontèibe) è una valle alpina minore del Canal del Ferro-Val Canale (Catena Carnica Orientale, Friuli-Venezia Giulia) che dal Passo del Cason di Lanza, vicino al confine italo-austriaco, scende in circa 1000 m di dislivello e 14 km di lunghezza a Pontebba, attraversando per un piccolo tratto iniziale una porzione del territorio del comune di Moggio Udinese. Contornata da boschi di abeti, è attraversata dalla torrente Pontebbana ed è comunicazione ad ovest tramite lo stesso passo con la Val di Lanza, che riscende nel versante carnico di Paularo fino a raggiungere la Val Chiarsò.